# Grandvillars
Ne doit pas être confondu avec Grandvillard.
Grandvillars [ɡʁɑ̃vilaʁ] est une commune française située dans le département du Territoire de Belfort, la région culturelle et historique de Franche-Comté et la région administrative Bourgogne-Franche-Comté, chef-lieu de canton.
Ses habitants sont appelés les Grandvellais.

## Géographie

### Localisation
La ville est située sur la route nationale RN 19 et la voie ferrée reliant Belfort à Delle et à la Suisse toute proche. Elle est arrosée par un affluent du Doubs, l'Allaine. Sa superficie est de 1 517 ha.

### Communes limitrophes
Les communes limitrophes sont  Badevel, Boron, Froidefontaine, Fêche-l'Église, Grosne, Joncherey, Morvillars, Méziré et Thiancourt.

### Climat
Pour des articles plus généraux, voir Climat de la Bourgogne-Franche-Comté et Climat du Territoire de Belfort.
En 2010, le climat de la commune est de type climat de montagne, selon une étude du Centre national de la recherche scientifique s'appuyant sur une série de données couvrant la période 1971-2000. En 2020, Météo-France publie une typologie des climats de la France métropolitaine dans laquelle la commune est exposée à un climat semi-continental et est dans la région climatique  Vosges, caractérisée par une pluviométrie très élevée (1 500 à 2 000 mm/an) en toutes saisons et un hiver rude (moins de 1 °C). 
Pour la période 1971-2000, la température annuelle moyenne est de 9,6 °C, avec une amplitude thermique annuelle de 17,5 °C. Le cumul annuel moyen de précipitations est de 1 142 mm, avec 12,4 jours de précipitations en janvier et 10,5 jours en juillet. Pour la période 1991-2020, la température moyenne annuelle observée sur la station météorologique de Météo-France la plus proche, « Joncherey », sur la commune de Joncherey à 2 km à vol d'oiseau, est de 10,5 °C et le cumul annuel moyen de précipitations est de 1 086,9 mm. 
La température maximale relevée sur cette station est de 39 °C, atteinte le 7 août 2015 ; la température minimale est de −25 °C, atteinte le 7 janvier 1985,,. 
| Mois                                  | jan.           | fév.             | mars         | avril           | mai           | juin          | jui.            | août           | sep.            | oct.            | nov.          | déc.            | année    |
| ------------------------------------- | -------------- | ---------------- | ------------ | --------------- | ------------- | ------------- | --------------- | -------------- | --------------- | --------------- | ------------- | --------------- | -------- |
| Température minimale moyenne (°C)     | −1,6           | −1,7             | 0,6          | 3,4             | 7,5           | 11,1          | 12,8            | 12,4           | 9               | 5,8             | 1,8           | −0,9            | 5        |
| Température moyenne (°C)              | 2              | 2,9              | 6,4          | 9,9             | 14            | 17,8          | 19,6            | 19,3           | 15,2            | 10,9            | 5,8           | 2,6             | 10,5     |
| Température maximale moyenne (°C)     | 5,5            | 7,5              | 12,1         | 16,4            | 20,5          | 24,4          | 26,4            | 26,1           | 21,4            | 16              | 9,8           | 6,1             | 16       |
| Record de froid (°C) date du record   | −25 07.01.1985 | −19,6 21.02.1986 | −20 01.03.05 | −7,5 13.04.1986 | −4 05.05.1979 | −0,5 03.06.06 | 2,5 18.07.1970  | 0,5 20.08.1972 | −1,2 30.09.1995 | −7,5 31.10.1997 | −13 30.11.10  | −21,5 20.12.09  | −25 1985 |
| Record de chaleur (°C) date du record | 18,5 01.01.23  | 22,5 24.02.21    | 27 31.03.21  | 29,5 21.04.18   | 33 28.05.17   | 37 26.06.19   | 38,1 03.07.1976 | 39 07.08.15    | 33,7 11.09.23   | 30,9 02.10.23   | 25,5 07.11.15 | 21,1 16.12.1989 | 39 2015  |
| Précipitations (mm)                   | 82,9           | 78               | 78,8         | 79,9            | 102,3         | 93,2          | 83,6            | 97,8           | 82,8            | 101             | 97,7          | 108,9           | 1 086,9  |

| Diagramme climatique                                  |           |             |             |              |              |              |              |           |          |            |              |
| J                                                     | F         | M           | A           | M            | J            | J            | A            | S         | O        | N          | D            |
| 5,5−1,682,9                                           | 7,5−1,778 | 12,10,678,8 | 16,43,479,9 | 20,57,5102,3 | 24,411,193,2 | 26,412,883,6 | 26,112,497,8 | 21,4982,8 | 165,8101 | 9,81,897,7 | 6,1−0,9108,9 |
| Moyennes : • Temp. maxi et mini °C • Précipitation mm |           |             |             |              |              |              |              |           |          |            |              |

Les paramètres climatiques de la commune ont été estimés pour le milieu du siècle (2041-2070) selon différents scénarios d'émission de gaz à effet de serre à partir des nouvelles projections climatiques de référence DRIAS-2020. Ils sont consultables sur un site dédié publié par Météo-France en novembre 2022.

## Urbanisme

### Typologie
Au 1er janvier 2024, Grandvillars est catégorisée petite ville, selon la nouvelle grille communale de densité à sept niveaux définie par l'Insee en 2022.
Elle appartient à l'unité urbaine de Delle (partie française), une agglomération internationale regroupant trois  communes, dont elle est une commune de la banlieue,,. Par ailleurs la commune fait partie de l'aire d'attraction de Delle (partie française), dont elle est une commune du pôle principal,. Cette aire, qui regroupe 8 communes, est catégorisée dans les aires de moins de 50 000 habitants,.

### Occupation des sols

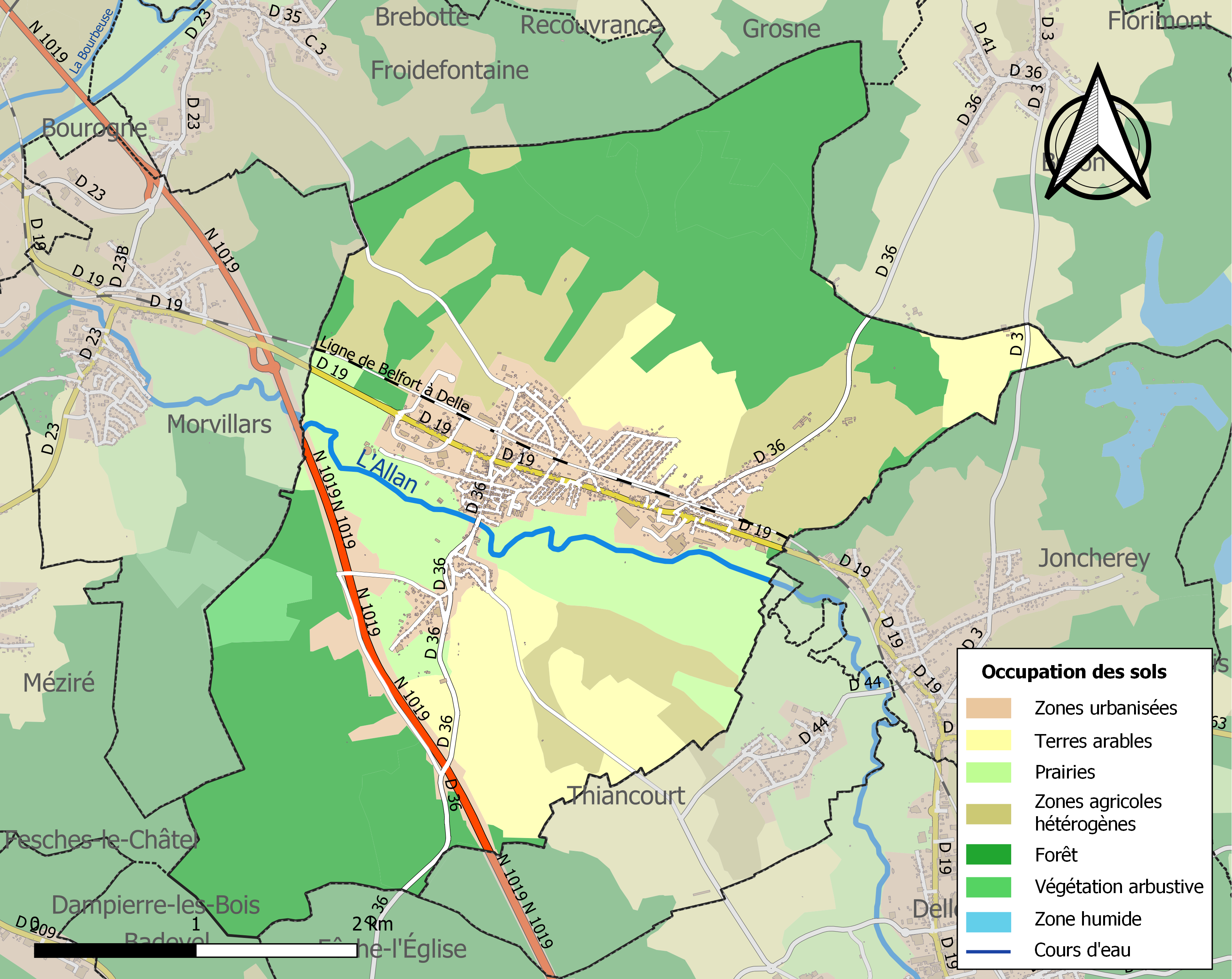
Carte des infrastructures et de l'occupation des sols de la commune en 2018 (CLC).

L'occupation des sols de la commune, telle qu'elle ressort de la base de données européenne d’occupation biophysique des sols Corine Land Cover (CLC), est marquée par l'importance des territoires agricoles (44,4 % en 2018), en diminution par rapport à 1990 (46,4 %). La répartition détaillée en 2018 est la suivante : forêts (39,7 %), zones agricoles hétérogènes (17,5 %), terres arables (14,2 %), prairies (12,6 %), zones urbanisées (10,9 %), zones industrielles ou commerciales et réseaux de communication (3,4 %), milieux à végétation arbustive et/ou herbacée (1,6 %). L'évolution de l'occupation des sols de la commune et de ses infrastructures peut être observée sur les différentes représentations cartographiques du territoire : la carte de Cassini (XVIIIe siècle), la carte d'état-major (1820-1866) et les cartes ou photos aériennes de l'IGN pour la période actuelle (1950 à aujourd'hui).

## Toponymie
- Grandivillari (1147), Grandvilers (1222), Granwil (1226), Grandivilario (1282), Grantveler (1282), Grantvillers (1332), Grandweiler (XVIIe siècle), Grandvillard (1793).
- En allemand : Granwiller[14].

## Histoire

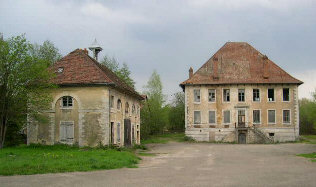
Un manoir à Grandvillars.

Un tumulus contenant une tombe à char de l'Âge du fer a été fouillé en 1919. Les objets provenant de cette sepulture sont présentés au Musée d'histoire de Belfort.
À l'époque romaine, Grandvillars était déjà un lieu de passage habité puisqu'un embranchement de la voie romaine Mandeure-Augst et reliant Bourogne à Delle traversait son territoire. Un établissement gallo-romain aurait même occupé le lieu où la ville s'est développée si l'on en croit les vestiges retrouvés vers 1850. On trouve mention du nom du village en 1147 à propos des chapelles de Sainte-Marie et de Sainte-Ursanne que possédait le prieuré de Lanthenans.
Le 15 mai 1226 fut signé à Grandvillars le traité de paix réconciliant le comte Frédéric II de Ferrette et le comte Richard III de Montbéliard. Le fief de Grandvillars fut ensuite l'objet d'un litige entre Renaud de Bourgogne, comte de Montbéliard et l'évêque de Bâle. Différend qui dégénéra en conflit quand Renaud se fut attaqué aux possessions de l'évêché. L'empereur Rodolphe de Habsbourg dut intervenir pour ramener le comte de Montbéliard à la raison. Le fief de Grandvillars fut ainsi partagé entre l'évêché et Henri de Grandvillars, vassal du comte de Montbéliard. C'est à cette époque que le bourg fut fortifié et le château construit.
Des mains de Jeanne de Montbéliard, comtesse de Ferrette, Grandvillars passa en 1347 à Ursule, seconde fille de Jeanne et de Ulrich III de Ferrette. On trouve ensuite un Guillaume puis un Thiébaut, sires de Grandvillars. En 1444, le bourg fut dévasté par les Écorcheurs. Après 1648, Grandvillars, devenu français, est le chef-lieu d'une mairie regroupant également Thiancourt et Morvillars.
La famille des anciens barons de Grandvillars n'eut pas de descendant direct. Une branche cadette de la famille s’était installée à Delémont en Suisse et donna plusieurs notables comme François Conrad de Grandvillers, chevalier de cour et chef bailli de Saint-Ursanne, Saint-Imier et de l'Ajoie. Le XVIIIe siècle vit l'expansion de la famille dans la région de Bâle, dont les membres furent connus sous divers noms tels que Granwiller et Grauwiler. C'est à cette époque qu'aurait été détruit le château féodal. À son emplacement fut construit vers 1787 sur les plans de l'architecte Jean-Baptiste Kléber, le futur général du Premier Empire, un château (voir photo) vendu comme bien national à la Révolution.
En 1828, l'industriel Jean-Baptiste Migeon y installe une fabrique de visserie. L'industrie, qui se développa dans le courant du XIXe siècle, provoqua une augmentation nette de la population qui passa de 761 habitants en 1803 à 1 954 en 1872. L'arrivée de nombreux Alsaciens optants fuyant la germanisation de leur province porta à 3 072 le nombre d'habitants en 1911. La voie ferrée et la gare ont été mis en service le 29 juin 1868.
Dans les années 1980, Grandvillars a connu de réelles difficultés économiques avec la suppression de 600 emplois industriels à la suite de la démolition de l’usine du Moulin, de la fermeture des établissements Châtel et de l’arrêt de plusieurs activités sur le site de l’usine des Forges. Cela s’est traduit par une perte de 450 habitants au recensement de 1989.

## Politique et administration

### Liste des maires
| Période                                  | Période                   | Identité            | Étiquette        | Qualité |
| ---------------------------------------- | ------------------------- | ------------------- | ---------------- | --- |
| Vers 1770                                |                           | M. Gressot          |                  | |
| Les données manquantes sont à compléter. |                           |                     |                  | |
| 1881                                     | 1900                      | Léon Viellard       | Conservateur     | Maître de forges |
| 1900                                     | 1945                      | Albert Viellard     |                  | Ingénieur et directeur de sociétés Chevalier de la Légion d'honneur |
| Les données manquantes sont à compléter. |                           |                     |                  | |
| ?                                        | ?                         | Georges Frézard     |                  | |
| Maire en 1953                            |                           | Marius Rucklin      | SFIO             | Conseiller général du canton de Grandvillars (1954 → 1962) |
| mars 1977                                | 29 mai 1977               | Jean-Marie Taillard | PS               | Cadre retraité |
| mars 1989                                | En cours (au 23 mai 2020) | Christian Rayot     | DVD puis MRC-DVG | Huissier de justice Conseiller général (2008 → 2015) puis départemental de Grandvillars (2015 → ) Suppléant du sénateur Jean-Pierre Chevènement (2008 → 2014) Président de la CC du Sud Territoire (2008 → ) |

## Population et société

### Démographie
L'évolution du nombre d'habitants est connue à travers les recensements de la population effectués dans la commune depuis 1793. Pour les communes de moins de 10 000 habitants, une enquête de recensement portant sur toute la population est réalisée tous les cinq ans, les populations de référence des années intermédiaires étant quant à elles estimées par interpolation ou extrapolation. Pour la commune, le premier recensement exhaustif entrant dans le cadre du nouveau dispositif a été réalisé en 2007.

En 2022, la commune comptait 2 963 habitants, en évolution de −0,37 % par rapport à 2016 (Territoire de Belfort : −2,78 %, France hors Mayotte : +2,11 %).
| 1793 | 1800 | 1806 | 1821 | 1831  | 1836  | 1841  | 1846  | 1851  |
| ---- | ---- | ---- | ---- | ----- | ----- | ----- | ----- | ----- |
| 790  | 780  | 859  | 961  | 1 049 | 1 264 | 1 531 | 1 675 | 1 654 |

| 1856  | 1861  | 1866  | 1872  | 1876  | 1881  | 1886  | 1891  | 1896  |
| ----- | ----- | ----- | ----- | ----- | ----- | ----- | ----- | ----- |
| 1 870 | 1 958 | 2 026 | 1 954 | 2 272 | 2 177 | 2 184 | 2 376 | 2 439 |

| 1901  | 1906  | 1911  | 1921  | 1926  | 1931  | 1936  | 1946  | 1954  |
| ----- | ----- | ----- | ----- | ----- | ----- | ----- | ----- | ----- |
| 2 720 | 2 969 | 3 072 | 2 994 | 3 146 | 2 931 | 2 823 | 2 607 | 2 798 |

| 1962  | 1968  | 1975  | 1982  | 1990  | 1999  | 2006  | 2007  | 2012  |
| ----- | ----- | ----- | ----- | ----- | ----- | ----- | ----- | ----- |
| 2 961 | 3 101 | 3 231 | 3 048 | 2 874 | 2 963 | 3 114 | 3 139 | 2 974 |

| 2017  | 2022  | - | - | - | - | - | - | - |
| ----- | ----- | - | - | - | - | - | - | - |
| 2 974 | 2 963 | - | - | - | - | - | - | - |

### Santé
L'hôpital le plus proche est l'hôpital Nord Franche-Comté situé entre Belfort et Montbéliard, à Trévenans,.

## Culture locale et patrimoine

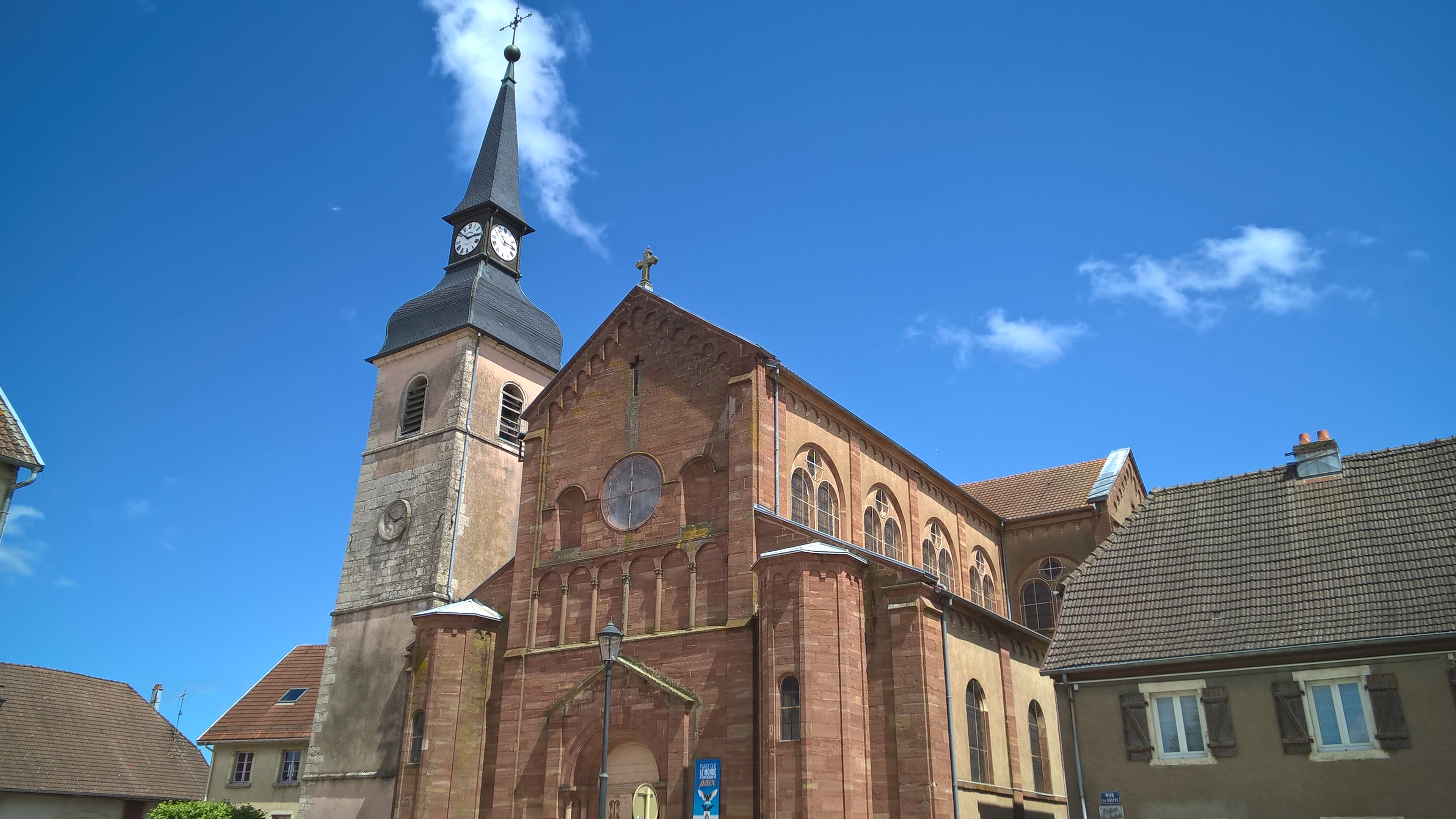
L'église de Grandvillars.

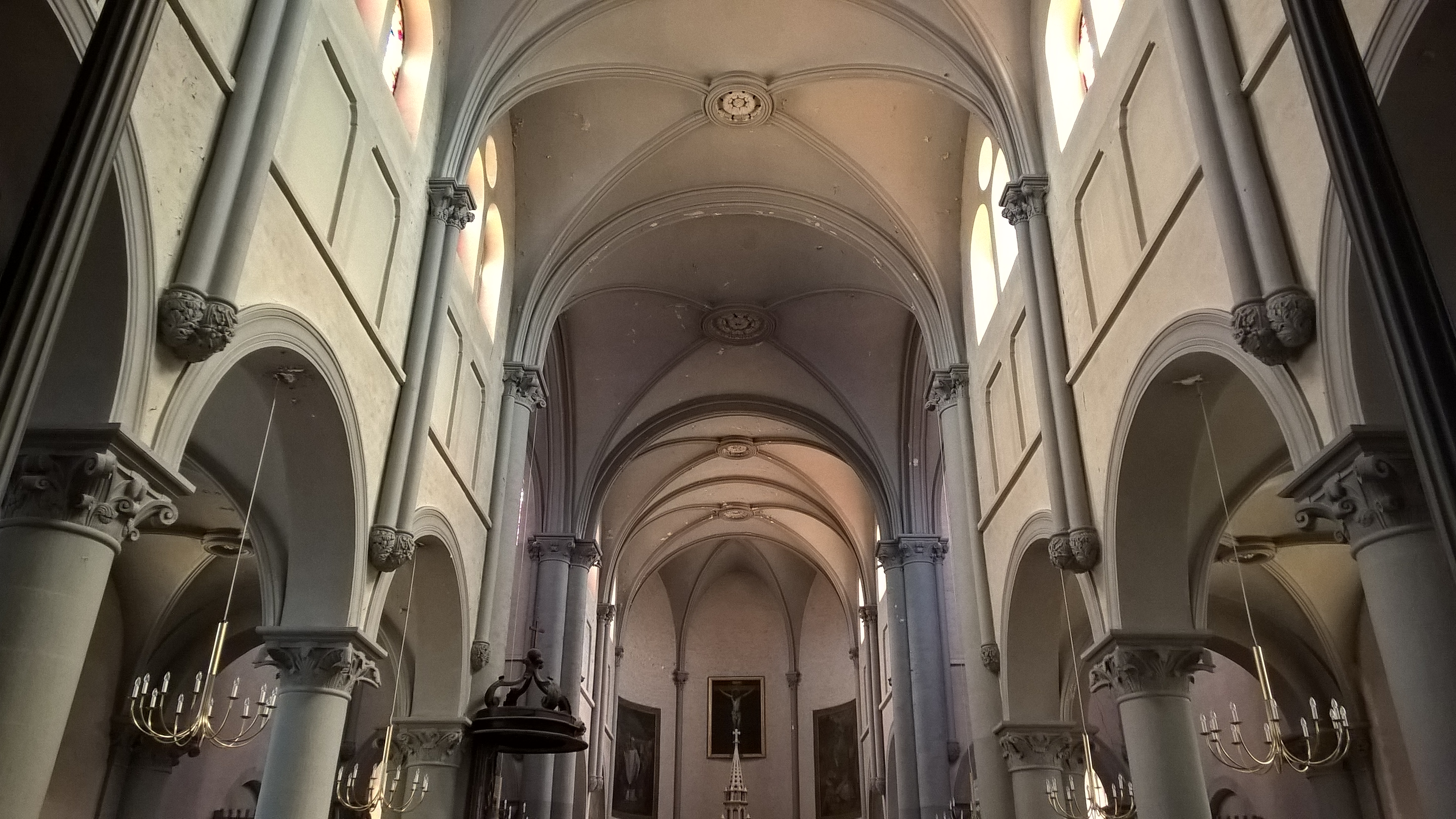
L'intérieur.

### Lieux et monuments
L'église Saint-Martin, qui date initialement de 1700, a été agrandie dans les années 1840. Touchée par le bombardement de 1944, elle a été restaurée.

### Personnalités liées à la commune
- Amaury Leveaux, nageur professionnel et médaillé d'argent aux Jeux olympiques de Pékin 2008.
- Rudolf Flükiger, militaire suisse, y est retrouvé mort en octobre 1977.
- Jean-Charles Ablitzer, organiste, titulaire des orgues de la cathédrale Saint-Christophe de Belfort.

### Héraldique
|  | Les armes de la commune se blasonnent ainsi : écartelé au 1) et 4) d'azur aux trois écussons d'argent au 2) et 3) d'azur au coq d’or crêté, barbé, becqué et membré de gueules. | Logo de la ville. |

## Pour approfondir